# Ligne de tramway MM
La ligne MM est une ancienne ligne de tramway du Groupe de Courtrai de la Société nationale des chemins de fer vicinaux (SNCV) qui a fonctionné entre le 8 août 1900 et le 26 octobre 1954.

## Histoire
Le capital 85 « Aarsele - Courtrai - Mouscron - Menin » nécessaire à l'établissement des futures lignes 355/1 et 363/1 est concédé le 8 septembre 1897.
La ligne est mise en service le 8 août 1900 entre la gare de Mouscron et la gare de Menin (nouvelle section Mouscron - Menin, capital 85), l'exploitation est assurée par la société anonyme Intercommunale de Courtrai (IC),.
En 1927, l'exploitation est reprise en mains propres par la SNCV.
La ligne est électrifiée au cours de l'année 1932 :
- le 19 juin 1932 entre Mouscron Risquons-Tout et Menin Baraklen ;
- le 3 juillet 1932 entre Mouscron Gare - Mouscron Risquons-Tout et déviation par une nouvelle section entre Mouscron Christ et le Risquons-Tout ;
- le 10 juillet 1932 entre Menin Baraklen et la Grand-Place ;
- et le 2 octobre 1932 la section de Menin au dépôt de Geluwe est électrifiée entrainant le prolongement de la ligne.

22 mai 1954 : suppression de la section Menin - Geluwe Dépôt.
25 octobre 1954 : suppression et remplacement par la ligne d'autobus Ypres - Geluwe.

## Exploitation

### Horaires
Tableaux :
- 355 en 1931, numéro partagé en 1934 avec la ligne KM[4],[5].
- 548 en 1950[6].